# Le Gagnant du Kentucky
Pour plus de détails, voir Fiche technique et Distribution.
Le Gagnant du Kentucky (Black Gold) est un film américain réalisé par Phil Karlson, sorti en 1947. Le film s'inspire de l'histoire véridique du cheval Black Gold, qui a remporté la course du Kentucky Derby en 1924. 

## Synopsis
L'Indien Charley Eagle possède une ferme dans la zone frontalière entre le Texas et le Mexique. Là, il entraîne son cheval, Black Hope, dans l'espoir de gagner la grande course du Kentucky Derby. Charley trouve un garçon chinois, Davey, dont le père a été assassiné par un gang de passeurs, et le recueille chez lui. Charley entraîne Davey à devenir jockey pour pouvoir participer à la course. Mais quand du pétrole est trouvé sur la ferme de Charley, la course passe au second plan.

## Fiche technique
- Titre original : Black Gold
- Titre français : Le Gagnant du Kentucky
- Titre belge francophone :	Black Gold - espoir noir
- Réalisation : Phil Karlson
- Scénario : Agnes Christine Johnston, Caryl Coleman
- Photographie : Harry Neumann
- Montage : Roy V. Livingston
- Musique : Edward J. Kay
- Producteurs : Jeffrey Bernerd
- Société de distribution : Allied Artists
- Pays d'origine : États-Unis
- Langue : anglais
- Format : couleur (Cinecolor) – 35 mm – 1,37:1 – son mono (Western Electric Recording)
- Genre : Drame
- Durée : 90 min
- Dates de sortie :
  - États-Unis : 16 septembre 1947
  - France : 30 novembre 1948

## Distribution
- Anthony Quinn : Charley Eagle
- Katherine DeMille : Sarah Eagle
- Ducky Louie : Davey
- Raymond Hatton : Buckey
- Kane Richmond : Stanley Lowell
- Thurston Hall : le colonel Caldwell
- Moroni Olsen : Dan Toland
- Jonathan Hale : sénateur Watkins
- Darryl Hickman : Schoolboy

## Commentaire
- Phil Karlson, le réalisateur, a déclaré que Le Gagnant du Kentucky était le film le plus cher produit par les studios Monogram Pictures. Le film est également le premier de Monogram Pictures à sortir sous la bannière publicitaire Allied Artists.

- L'acteur Anthony Quinn interprète ici son premier grand rôle après une longue série de petits rôles.

- Anthony Quinn et Katherine DeMille sont alors mari et femme dans la vie.